# Robertus cantabricus
Robertus cantabricus là một loài nhện trong họ Theridiidae.
Loài này thuộc chi Robertus. Robertus cantabricus được Jean-Louis Fage miêu tả năm 1931.